# Einthoven (cràter)

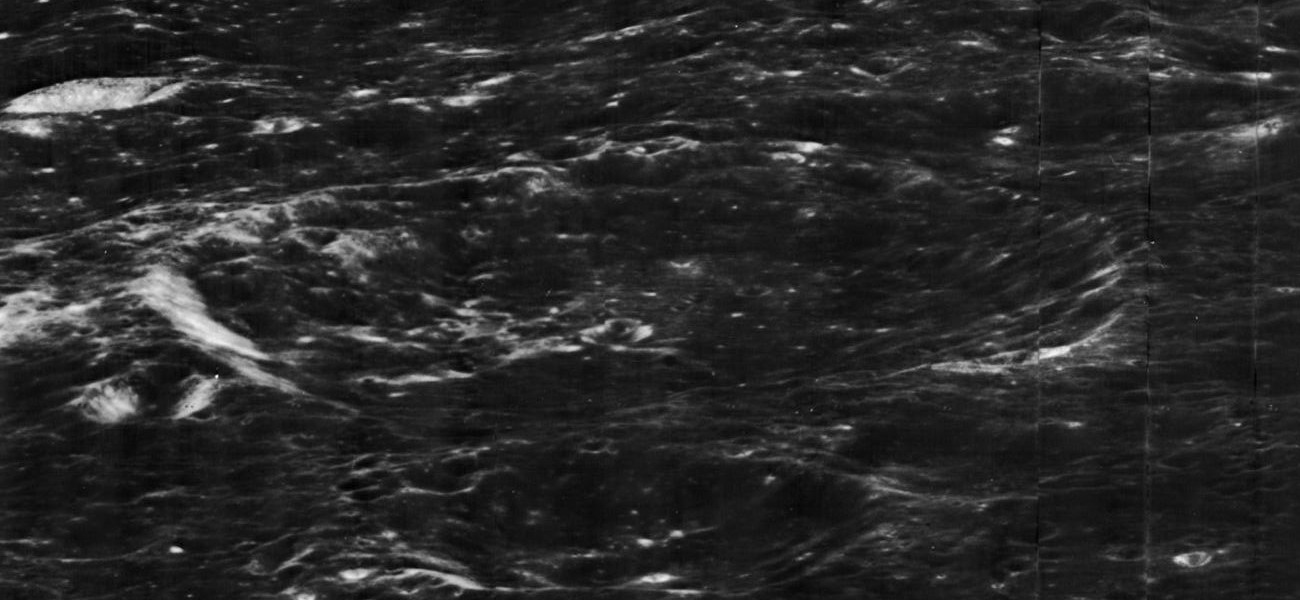
Imatge obliqua de la missió Lunar Orbiter 1, vista cap a l'oest

Einthoven és un cràter d'impacte que es troba a la cara oculta de la Lluna, situat més enllà de la zona de la superfície que a vegades es pot veure des de la Terra a causa de libració. Es troba al nord-est de la gran plana emmurallada del cràter Pasteur.
Es tracta d'un cràter circular amb alguna estructura en forma de terrassa menor a la vora interior. El cràter satèl·lit Einthoven X està unit al nord-oest del brocal, i sent envaït parcialment per Einthoven. L'irregular sòl interior està marcat únicament per un petit cràter a la meitat oriental i alguns altres cràters més petits.
Abans de ser anomenat Einthoven, el cràter va ser anomenat Cràter 273 per la IAU.

## Cràters satèl·lit
Per convenció, aquests elements són identificats als mapes lunars posant la lletra al costat del punt mitjà del cràter que està més prop d'Einthoven.
|           | \| Einthoven \| Coordenades \| Diàmetre \| \| --------- \| ------------------------------------ \| -------- \| \| G \| 5° 18′ S, 111° 48′ E / 5.3°S,111.8°E \| 34 km \| \| K \| 7° 54′ S, 111° 12′ E / 7.9°S,111.2°E \| 21 km \| \| L \| 8° 00′ S, 110° 42′ E / 8.0°S,110.7°E \| 16 km \| \| M \| 7° 30′ S, 109° 36′ E / 7.5°S,109.6°E \| 52 km \| \| P \| 6° 48′ S, 108° 30′ E / 6.8°S,108.5°E \| 18 km \| \| R \| 5° 54′ S, 107° 00′ E / 5.9°S,107.0°E \| 13 km \| \| X \| 3° 36′ S, 108° 42′ E / 3.6°S,108.7°E \| 45 km \| |          |
| Einthoven | Coordenades | Diàmetre |
| G         | 5° 18′ S, 111° 48′ E / 5.3°S,111.8°E | 34 km    |
| K         | 7° 54′ S, 111° 12′ E / 7.9°S,111.2°E | 21 km    |
| L         | 8° 00′ S, 110° 42′ E / 8.0°S,110.7°E | 16 km    |
| M         | 7° 30′ S, 109° 36′ E / 7.5°S,109.6°E | 52 km    |
| P         | 6° 48′ S, 108° 30′ E / 6.8°S,108.5°E | 18 km    |
| R         | 5° 54′ S, 107° 00′ E / 5.9°S,107.0°E | 13 km    |
| X         | 3° 36′ S, 108° 42′ E / 3.6°S,108.7°E | 45 km    |